# Olympische Winterspiele 1960/Teilnehmer (Großbritannien)
| Gelbes Symbol für Goldmedaillen mit stilisierten Olympischen Ringen | Graues Symbol für Silbermedaillen mit stilisierten Olympischen Ringen | Braundes Symbol für Bronzemedaillen mit stilisierten Olympischen Ringen |
| ------------------------------------------------------------------- | --------------------------------------------------------------------- | ----------------------------------------------------------------------- |
| —                                                                   | —                                                                     | —                                                                       |

Das Vereinigte Königreich nahm an den VIII. Olympischen Winterspielen 1960 im US-amerikanischen Squaw Valley Ski Resort unter dem Namen Großbritannien mit einer Delegation von 17 Athleten in fünf Disziplinen teil, davon elf Männer und sechs Frauen. Ein Medaillengewinn gelang keinem der Athleten.
Fahnenträger bei der Eröffnungsfeier war der Skilangläufer und Biathlet John Moore.

## Teilnehmer nach Sportarten

### Biathlon
- John Moore
20 km Einzel: 29. Platz (2:08:50,8 h)

- Norman Shutt
20 km Einzel: 30. Platz (2:11:36,5 h)

### Eiskunstlauf
Männer
- David Clements
15. Platz (1174,7)

- Robin Jones
12. Platz (1220,4)

Frauen
- Carolyn Krau
19. Platz (1160,3)

- Patricia Pauley
15. Platz (1213,8)

### Eisschnelllauf
Männer
- Terry Malkin
500 m: Rennen nicht beendet
1500 m: 40. Platz (2:25,0 min)
5000 m: 33. Platz (8:56,1 min)

- Terry Monaghan
500 m: 38. Platz (44,0 s)
1500 m: 26. Platz (2:19,9 min)
5000 m: 11. Platz (8:15,3 min)
10.000 m: 5. Platz (16:31,6 min)

### Ski Alpin
Männer
- Charlach Mackintosh
Abfahrt: 35. Platz (2:25,1 min)
Riesenslalom: disqualifiziert

- John Oakes
Abfahrt: 55. Platz (2:36,0 min)
Riesenslalom: 48. Platz (2:16,3 min)

- Geoffrey Pitchford
Abfahrt: 40. Platz (2:27,3 min)
Riesenslalom: 50. Platz (2:20,4 min)
Slalom: disqualifiziert

- Robert Skepper
Abfahrt: 43. Platz (2:28,1 min)
Riesenslalom: 53. Platz (2:26,2 min)
Slalom: 36. Platz (3:00,1 min)

Frauen
- Wendy Farrington
Abfahrt: 28. Platz (1:50,8 min)
Riesenslalom: 39. Platz (2:04,2 min)
Slalom: 37. Platz (2:39,2 min)

- Josephine Gibbs
Abfahrt: 25. Platz (1:50,3 min)
Riesenslalom: 33. Platz (1:51,9 min)
Slalom: 27. Platz (2:13,2 min)

- Renate Holmes
Abfahrt: 31. Platz (1:51,9 min)
Riesenslalom: 38. Platz (2:03,9 min)
Slalom: 34. Platz (2:23,5 min)

- Sonja McCaskie
Riesenslalom: 40. Platz (2:06,1 min)

### Skilanglauf
Männer
- John Moore
15 km: 44. Platz (58:35,0 min)
30 km: 38. Platz (2:08:58,6 h)
50 km: 30. Platz (3:43:15,3 h)

- Andrew Morgan
15 km: 49. Platz (1:01:32,9 h)
30 km: 41. Platz (2:13:38,9 h)
50 km: Rennen nicht beendet

- Norman Shutt
15 km: 52. Platz (1:07:34,0 h)
50 km: Rennen nicht beendet